# 歐亞飛鼠
飛鼠属（屬名：Pteromys，英語名：Old World flying squirrels）或稱欧亚飛鼠屬，是一類分布於亞歐大陸與日本溫帶地區的飛鼠，是唯一生活於歐洲地區的飛鼠。已知有兩個物種：
- Pteromys volans：生活於北亞與北歐
- Pteromys momonga：生活於日本。